# Steinbach (Bad Laasphe)
Steinbach (mundartlich Schdabach) ist ein Stadtteil von Bad Laasphe im nordrhein-westfälischen Kreis Siegen-Wittgenstein.

## Geschichte
Im Jahr 1465 wurde die Ortschaft erstmals urkundlich erwähnt. Die ältesten erhaltenen Häuser stammen aus der Zeit um 1600. Bis zur Durchführung des Sauerland/Paderborn-Gesetzes am 1. Januar 1975 war der Ort eine selbstständige Gemeinde.

## Infrastruktur
Steinbach liegt im Nordwesten des Bad Laaspher Stadtgebietes an einer Verbindungsstraße zwischen Rüppershausen und Holzhausen. Im Ort gibt es keine Gewerbebetriebe.